# Полкамп, Софи
Софи Полкамп (нидерл. Sophie Polkamp; род. 2 августа 1984, Гронинген) — нидерландская хоккеистка на траве, игравшая на позиции защитницы. В составе сборной Нидерландов — чемпионка летних Олимпийских игр 2008 и 2012 годов, чемпионка мира 2006 года, двукратная чемпионка Европы, двукратная победительница Трофея чемпионов.

## Спортивная карьера
За свою карьеру играла с 2002 по 2015 годы за клубы «Гронинген», СКХК и «Амстердамсе». Чемпионка Нидерландов 2009 и 2013 годов, обладательница Кубка Европы 2014 года.
Дебютировала в сборной 9 июля 2005 года в матче с Шотландией 6:0. Выступала в сборной на позиции центральной защитницы. Выиграла чемпионат мира в 2006 году, дважды чемпионат Европы и дважды Трофей чемпионов, в 2008 и 2012 годах выигрывала Олимпийские игры. 3 июня 2013 года Софи объявила о завершении карьеры в сборной, а 19 апреля 2015 года завершила игровую карьеру.
За победу на Олимпиаде в Лондоне награждена орденом Оранских-Нассау в 2012 году.

## Личная жизнь
Двоюродная сестра хоккеиста на траве Оливера Полкампа.